# Região afro-tropical

Região afro-tropical

Região afro-tropical ou etíope é uma ecozona situada na África ao sul do deserto do Saara e em Madagáscar. Engloba savanas, pradarias, florestas tropicais, desertos e geleiras. Pela ampla variedade de habitats e zonas climáticas, a região é rica em fauna e flora, embora tenda a ter menos espécies que outras partes do mundo, sobretudo a América do Sul e Ásia. A distribuição das espécies também é bastante heterogênea. As florestas tropicais do centro da África tendem a ser mais ricas, até mesmo que outras regiões de clima essencialmente similar, como o centro da bacia do rio Zaire.